# Johan Passave-Ducteil
Johan Passave-Ducteil (Noisy-le-Grand, 13 luglio 1985) è un cestista francese.

## Palmarès
- Campionato francese: 1

Nanterre 2012-13
- Coppa di Francia: 1

Nanterre: 2013-14
- Match des Champions: 2

Nanterre: 2014, 2017
- EuroChallenge: 1

Nanterre: 2014-15